# Dompierre-les-Églises
Dompierre-les-Églises är en kommun i departementet Haute-Vienne i regionen Nouvelle-Aquitaine i västra Frankrike. Kommunen ligger i kantonen Magnac-Laval som tillhör arrondissementet Bellac. År 2022 hade Dompierre-les-Églises 373 invånare.

## Befolkningsutveckling
Antalet invånare i kommunen Dompierre-les-Églises
| Referens: INSEE |